# Stanfield (Oregon)
Stanfield – miasto w Stanach Zjednoczonych, w stanie Oregon, w hrabstwie Umatilla.